# Arrondissement d'Osterholz
L’arrondissement d'Osterholz est un arrondissement  ("Landkreis" en allemand) de Basse-Saxe (Allemagne).
Son chef-lieu est Osterholz-Scharmbeck. Il couvre la quasi-totalité de l'ancienne zone marécageuse de Teufelsmoor, dont les dernières tourbières sont aujourd'hui protégées.

## Villes, communes et communautés d'administration
(nombre d'habitants en 2010)
Einheitsgemeinden
1. Grasberg (7 595)
2. Lilienthal (18 364)
3. Osterholz-Scharmbeck, ville, commune autonome (30 198)
4. Ritterhude (14 658)
5. Schwanewede (19 904)
6. Worpswede (9 407)

Samtgemeinden avec leurs communes membres
* Siège de la Samtgemeinde
1. Axstedt (1 114)
2. Hambergen (5 484) (siège de l'administration)
3. Holste (1 358)
4. Lübberstedt (737)
5. Vollersode (3 057)

## Administrateurs de l'arrondissement
- 1885–1902 Hermann Franzius (de)
- 1945–1946 August Lange
- 1946–1946 Louis Biester (de)
- 1946–1949 Wilhelm Ahrens
- 1949–1964 Johann Christian Evers (de)
- 1964–1968 Hinrich Winters
- 1968–1972 Walter Schlüter (de)
- 1981–1991 Heinrich Blanke
- 1991–2004 Ludwig Wätjen
- 2005–2013 Jörg Mielke (de)
- 2013–2021 Bernd Lütjen (de)